# 宮川拓美
宮川　拓美（みやかわ　たくみ）は、日本の柔道選手である。階級は52kg級。身長158cm。血液型はA型。組み手は左組み。段位は弐段。得意技は内股、大外刈、寝技。

## 人物
姉2人の影響で小学校2年の時に、後に66kg級で世界チャンピオンとなった森下純平や元73kg級世界2位の金丸雄介と同じ鶴来坂田道場で柔道を始めた。白山市立北辰中学校3年の時には全国中学校柔道大会52kg級で優勝した。
小松大谷高校1年の時には16歳以下の世界一を決める世界カデ52kg級で3位になった。高校選手権では決勝で宮崎商業高校1年の黒木美晴に内股で一本勝ちして優勝した。2年のインターハイ決勝では桐蔭学園高校1年の山本杏に一本背負投で一本勝ちして優勝を果たした。3年の時にはインターハイ、全日本ジュニアともに宮崎日大高校3年の志々目愛に敗れて3位止まりだったが、世界ジュニア代表に選ばれた。世界ジュニアでは初戦を技ありで優勢勝ちした以外は全て一本勝ちで優勝を成し遂げた。世界ジュニアから帰国三日後に行われた講道館杯では疲労と時差ボケの中、三位入賞を果たした。12月にはグランドスラム・東京に出場して、初戦から一本勝ちを重ねて、準決勝ではキューバのヤネト・ベルモイに小外刈、決勝でもフランスのプリシラ・ネトに横四方固で一本勝ちして、今大会を17歳にしてオール一本勝ちで制覇した。高校では、日曜日の午後に休みを取る以外は柔道漬けの日々を送っていた。27キロの距離を走る高校の強歩大会でも男子選手に次いで2位となるほどの脚力を有していた（女子では二年連続一位）。
2012年に高校を卒業してコマツ女子柔道部所属になると、グランドスラム・東京では準決勝で会社の4年先輩である寝業師の橋本優貴に横四方固で敗れて3位にとどまり、2連覇はならなかった。2013年にはグランドスラム・パリとワールドマスターズで3位、実業個人選手権と東アジア大会では優勝した。2014年にはコマツを退職して鶴来坂田道場の所属となったが、講道館杯では初戦で敗れた。2017年には北陸綜合警備保障の所属として実業個人選手権に出場すると、決勝ではかつてコマツで先輩だった寝業師の橋本を袈裟固で破って4年ぶり2度目の優勝を飾った。この際に、｢講道館杯で優勝して世界の舞台へ進んでいきたい。寝技には自信があります｣とコメントした。講道館杯では準決勝で福岡大学3年の立川莉奈に技ありで敗れて3位だった。2018年のヨーロッパオープン・ローマではオール一本勝ちして約4年半ぶりの国際大会優勝を果たした。続く体重別は膝のケガにより出場しなかった。

## 戦績
- 2005年 -　全国小学生学年別柔道大会45kg級　5位

(これ以降は全て52kg級での成績)
- 2008年 -　全国中学校柔道大会 優勝
- 2009年 -　ドイツテューリンゲン国際　優勝
- 2009年 -　世界カデ　3位
- 2010年 -　高校選手権　優勝
- 2010年 -　ロシアジュニア国際　3位
- 2010年 -　インターハイ　優勝
- 2010年 -　プロヴァンスジュニア国際　優勝
- 2011年 -　ベルギー国際　3位
- 2011年 -　フランスジュニア国際　優勝
- 2011年 -　韓国ジュニア国際　優勝
- 2011年 -　インターハイ　3位
- 2011年 -　全日本ジュニア　3位
- 2011年 -　世界ジュニア　優勝
- 2011年 -　講道館杯　3位
- 2011年 -　グランドスラム・東京　優勝
- 2012年 -　体重別　3位
- 2012年 -　全日本ジュニア　2位
- 2012年 -　講道館杯　3位
- 2012年 -　グランドスラム・東京 3位
- 2013年 -　グランドスラム・パリ　3位
- 2013年 -　アジア選手権　優勝
- 2013年 - ワールドマスターズ 3位
- 2013年 - 全日本実業柔道個人選手権大会　優勝
- 2013年 -　東アジア大会　優勝
- 2017年 -　実業個人選手権　優勝
- 2017年 -　講道館杯　3位
- 2018年 -　ヨーロッパオープン・ローマ　優勝

(出典、JudoInside.com)。